# Capri (grupa literacka)
Capri (ros. Kapri) – rosyjska emigracyjna grupa literacko-edukacyjna założona w 1907 przez Maksyma Gorkiego.
Nazwa grupy pochodzi od nazwy włoskiej wyspy Capri, na której przebywał ówcześnie Gorki. Od 1909 grupa nosiła nazwę Wpieriod (Naprzód). Do grupy należeli m.in. Anatolij Łunaczarski, Aleksandr Bogdanow i Fiodor Kalinin.
W działaniach pojawiła się idea bogotwórstwa (ros. bogostroitielstwo), łącząca idee socjalistyczne i chrześcijańskie oraz program literatury proletariackiej. Grupa organizowała kursy dla działaczy robotniczych, kontynuowane następnie w Bolonii. Owocem działalności grupy był też wydany po powrocie Gorkiego do Rosji w 1914 almanach Pierwyj sbornik proletarskich pisatielej (Pierwszy zbiór pisarzy proletariackich).